# برة سر
برة سر (بالفارسية: بره‌سر) هي مدينة تقع في إيران في غيلان. يقدر عدد سكانها بـ 7,875 نسمة .